# Civila (musikalbum)
Civila är ett studioalbum från 1967 av Hootenanny Singers.

## Låtlista

### Sida A
| Nr | Låt                                                                               | Musik                                        | Text              | Längd |
| -- | --------------------------------------------------------------------------------- | -------------------------------------------- | ----------------- | ----- |
| 1  | Början till slutet (Almost Persuaded)                                             | G.Sutton, B.Sharill                          | Stig Anderson     |       |
| 2  | Du ska bara tro på hälften (Don't Go Out Into the Rain)                           | Kenny Young                                  | Stig Anderson     |       |
| 3  | Marie – Christina                                                                 | Arr: Björn Ulvaeus, H.Schwarz                | Stig Anderson     |       |
| 4  | Sång och musik                                                                    | Arr: Björn Ulvaeus, Schwarz, Rooth, Karlberg | Stig Anderson     |       |
| 5  | Den dagen den sorgen                                                              | Arr: Björn Ulvaeus, Schwarz, Rooth, Karlberg | Peter Himmelstrad |       |
| 6  | LAURA (Vad är det han har som fattas mej) (LAURA, What's He Got That I Ain't Got) | M. Singelton                                 | Bo-Göran Edling   |       |

### Sida B
| Nr | Låt                                                                     | Musik                                     | Text                                      | Längd |
| -- | ----------------------------------------------------------------------- | ----------------------------------------- | ----------------------------------------- | ----- |
| 1  | Adjö, farväl                                                            | Arr: B. Thomas, S. Rossner, Björn Ulvaeus | Arr: B. Thomas, S. Rossner, Björn Ulvaeus |       |
| 2  | Du eller ingen                                                          | Björn Ulvaeus                             | Björn Ulvaeus                             |       |
| 3  | Silver och guld och gröna skogar (Send Me The Pillow That You Dream On) | Hank Locklin                              | Stig Anderson                             |       |
| 4  | Mårten Gås                                                              | Arr: B. Thomas, Björn Ulvaeus             | Stig Anderson                             |       |
| 5  | En gång är ingen gång (There Goes My Everything)                        | Dallas Frazier                            | Stig Anderson                             |       |